# Bellevue (hotel)
Hotel Bellevue je nedelujoči hotel nad Celovško cesto na pobočju Šišenskega hriba, v neposredni bližini Hale Tivoli.
Stavba je v zelo slabem stanju, kar je posledica večdesetletnega zanemarjenja kot tudi več požarov. V zadnjem požaru 11. maja 2014 je bilo uničeno ostrešje.

## Zgodovina
Na prostoru današnje zgradbe je predhodno stala kavarna, katero je odkupil šišenski vinski trgovec Alojzij Zajec; kavarno je porušil in tu dal v secesijskem slogu zgraditi hotel; slednji je bil zgrajen leta 1909.
Leta 1912 je zgradbo najel Johan Friedl, nato pa je Zajec leta 1928 hotel prodal družini Šterk; slednja ga je imela v lasti do leta 1953, ko je bil hotel nacionaliziran. V lasti ga je imelo podjetje Gostinsko podjetje Vič.
Leta 1967 je bil v hotelu ustanovljen pripravljalni odbor za formiranje sekcije barmanov, predhodnik današnjega Društva barmanov Slovenije.
Po osamosvojitvi Slovenije je bil hotel denacionaliziran; dediči so leta 2005 hotel prodali Študentskemu servisu Maribor.
Leta 2007 je bil hotel razglašen za kulturni spomenik lokalnega pomena.
Čez dve leti (2009) je bil prodan mednarodni skupini za razvoj nepremičnin Mawared International, ki je hotel nameravala deloma obnoviti, deloma pa na novo zgraditi. Po osmih letih ga je prodala poslovnežu Izetu Rastoderju.
V Hotelu bellevue se je leta 1999 zgodilo tudi streljanje.

## Fotogalerija
- Razpadajoče stene hotela